# 우메사와촌
우메사와촌(梅沢村)은 아오모리현 기타쓰가루군에 설치되었던 촌이다. 현재의 쓰루타정, 고쇼가와라시에 해당한다.

## 연혁
- 1889년 4월 1일 - 정촌제 시행에 의해 기타쓰가루군 우메다촌, 세라사와촌, 요코야치촌, 오키촌, 나카이즈미촌과 합병해, 우메자와촌이 성립하였다.
- 1955년 3월 1일 - 기타쓰가루군 쓰루다정·로쿠고촌, 니시쓰가루군 미즈모토촌과 합병하여 쓰루타정을 신설하고 소멸하였다.